# Real Madrid Club de Fútbol 2001-2002
Questa voce raccoglie le informazioni riguardanti il Real Madrid Club de Fútbol nelle competizioni ufficiali della stagione 2001-2002.

## Rosa
| N. |                        | Ruolo | Calciatore                 |
| -- | ---------------------- | ----- | -------------------------- |
| 1  | Spagna (bandiera)      | P     | Iker Casillas              |
| 2  | Spagna (bandiera)      | D     | Míchel Salgado             |
| 3  | Brasile (bandiera)     | D     | Roberto Carlos             |
| 4  | Spagna (bandiera)      | D     | Fernando Hierro (capitano) |
| 5  | Francia (bandiera)     | C     | Zinédine Zidane            |
| 6  | Spagna (bandiera)      | D     | Iván Helguera              |
| 7  | Spagna (bandiera)      | A     | Raúl                       |
| 8  | Inghilterra (bandiera) | C     | Steve McManaman            |
| 9  | Spagna (bandiera)      | A     | Fernando Morientes         |
| 10 | Portogallo (bandiera)  | C     | Luís Figo                  |
| 11 | Brasile (bandiera)     | A     | Sávio                      |
| 12 | Spagna (bandiera)      | D     | Iván Campo                 |

| N. |                      | Ruolo | Calciatore       |
| -- | -------------------- | ----- | ---------------- |
| 13 | Spagna (bandiera)    | P     | César Sánchez    |
| 14 | Spagna (bandiera)    | C     | Guti             |
| 15 | Camerun (bandiera)   | C     | Geremi           |
| 16 | Brasile (bandiera)   | C     | Flávio Conceição |
| 18 | Spagna (bandiera)    | D     | Aitor Karanka    |
| 20 | Spagna (bandiera)    | C     | Albert Celades   |
| 21 | Argentina (bandiera) | C     | Santiago Solari  |
| 22 | Spagna (bandiera)    | D     | Francisco Pavón  |
| 23 | Spagna (bandiera)    | A     | Pedro Munitis    |
| 24 | Francia (bandiera)   | C     | Claude Makélélé  |
| 30 | Spagna (bandiera)    | D     | Raúl Bravo       |